# 卡马里尼亚斯
卡马里尼亚斯是西班牙加利西亚自治区拉科鲁尼亚省的一个市镇，它位于死亡海岸，总面积约52km², 总人口5419人（2017年），人口密度104人/km²。

## 图集

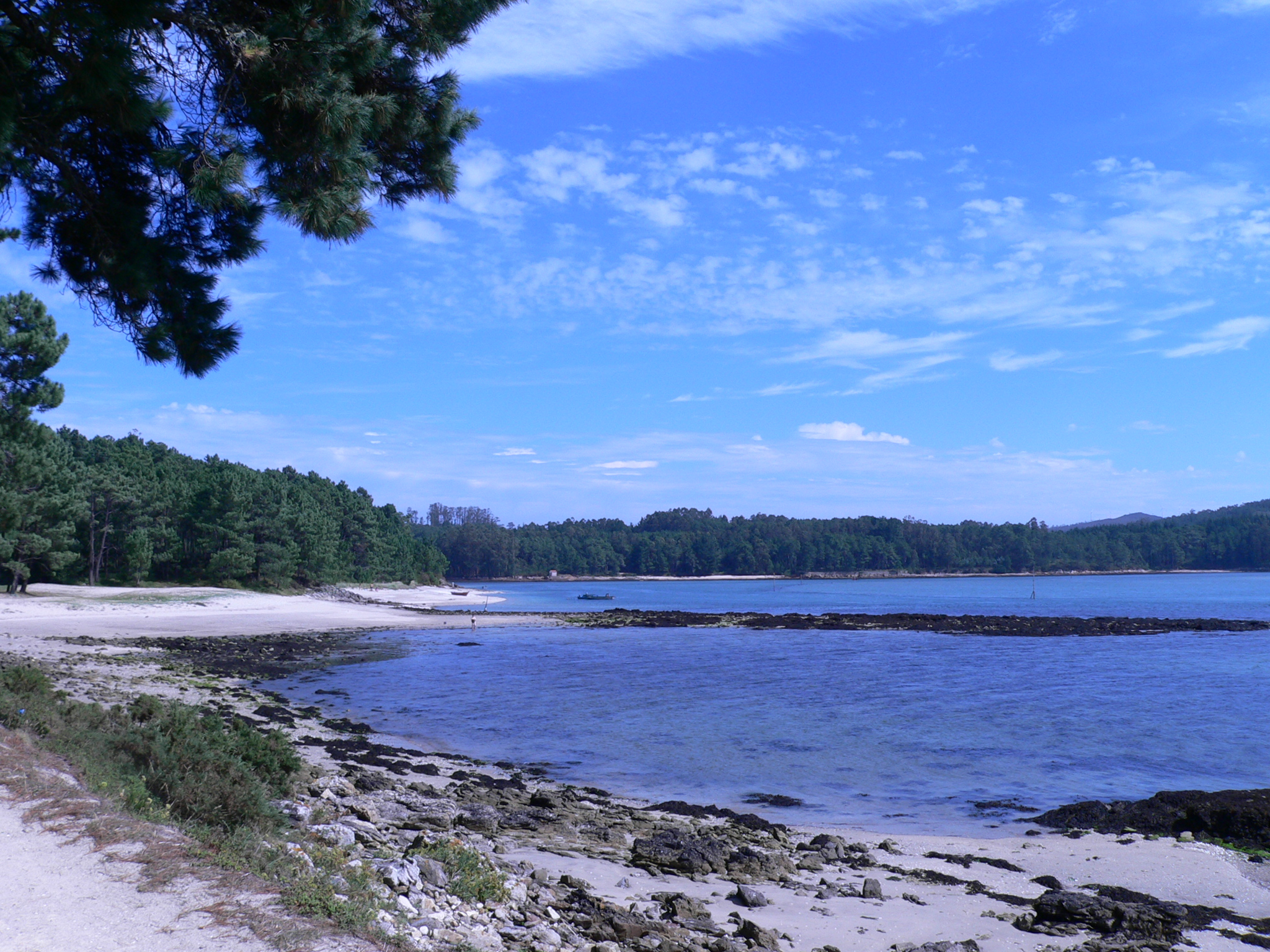
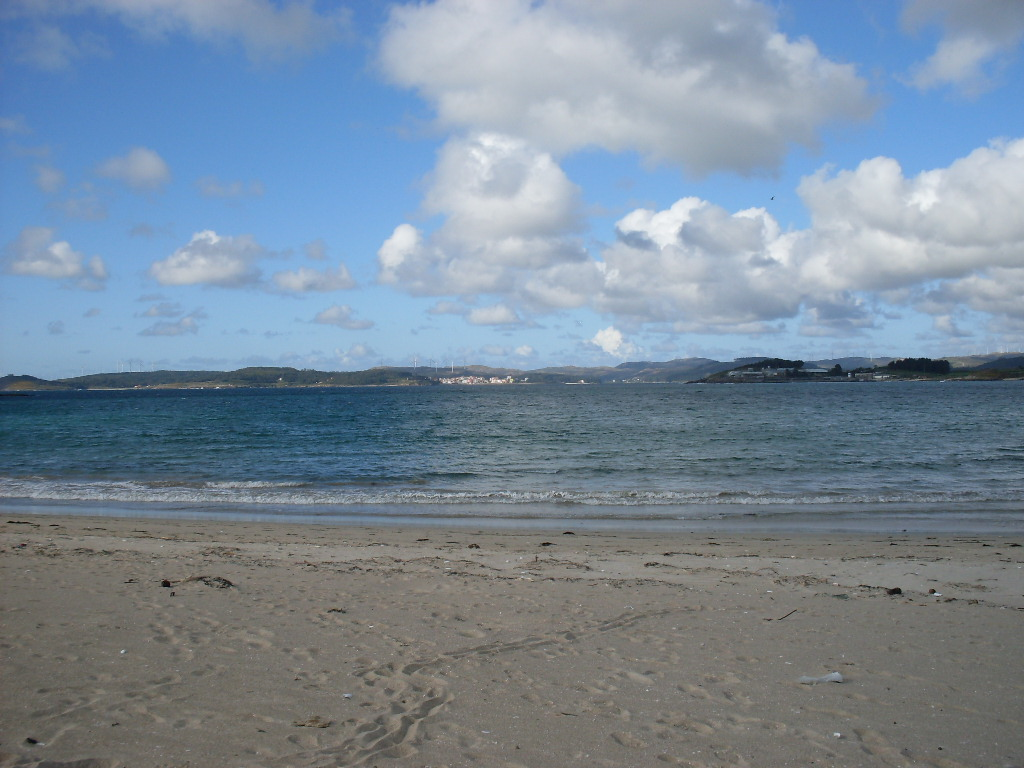
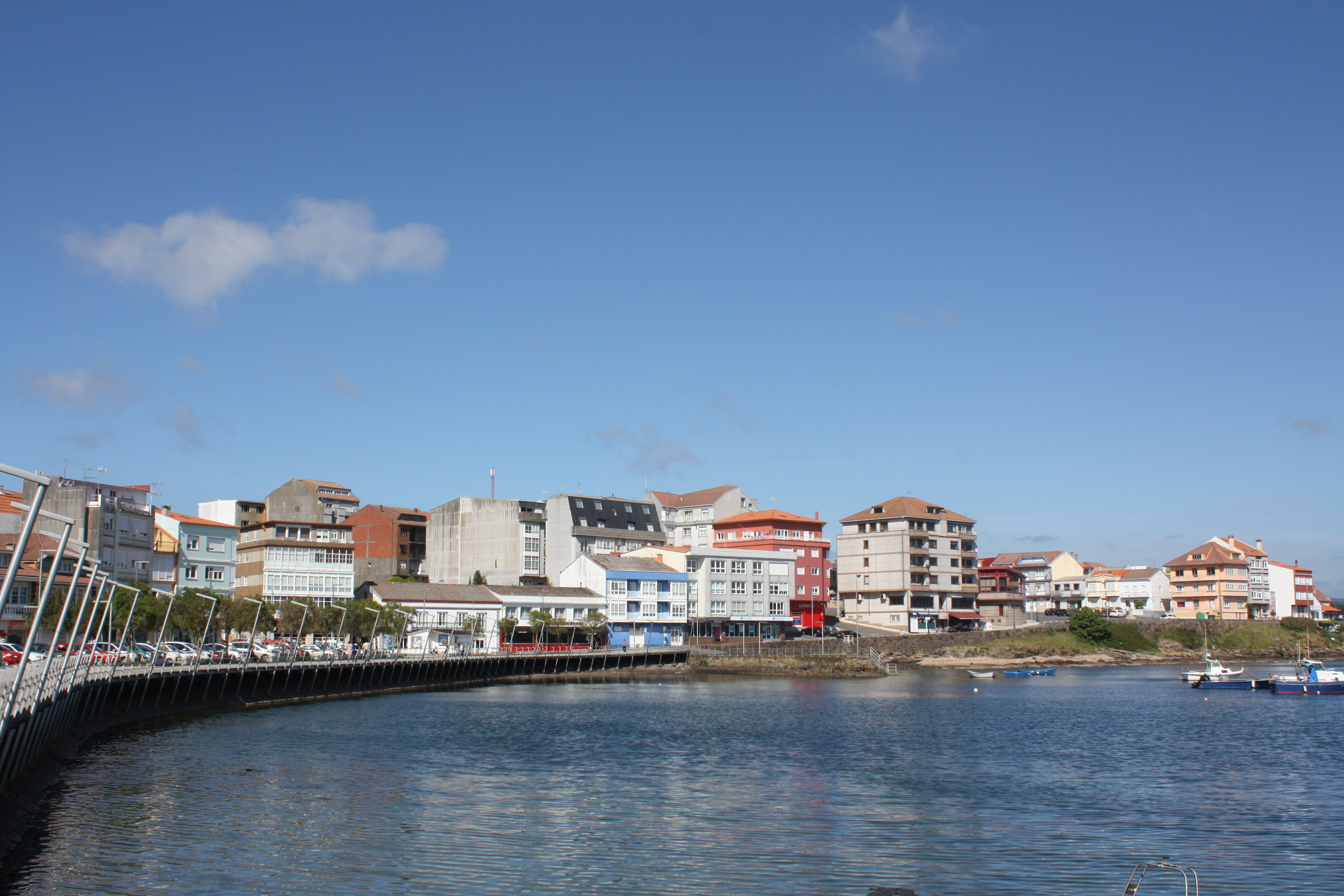
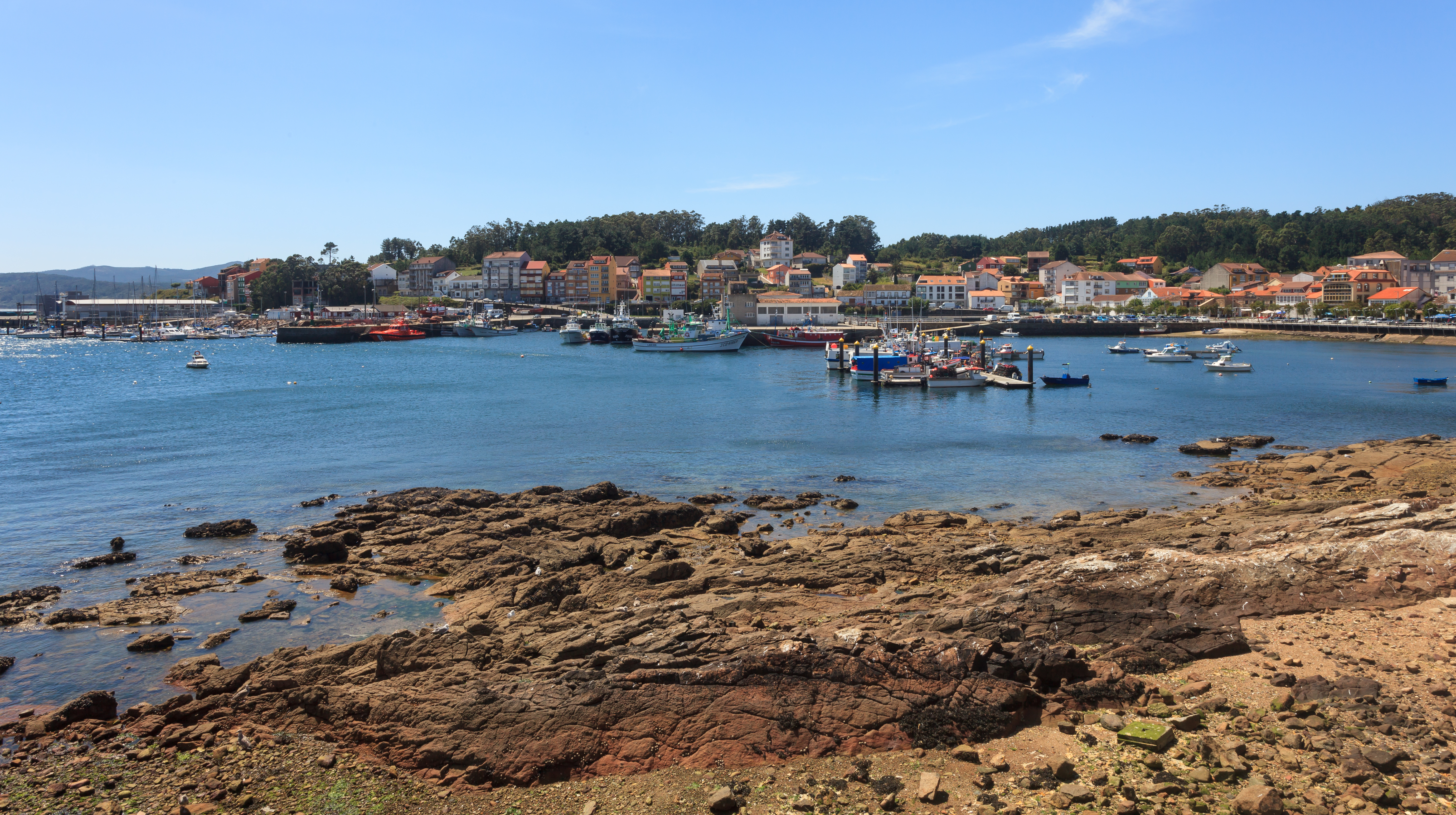
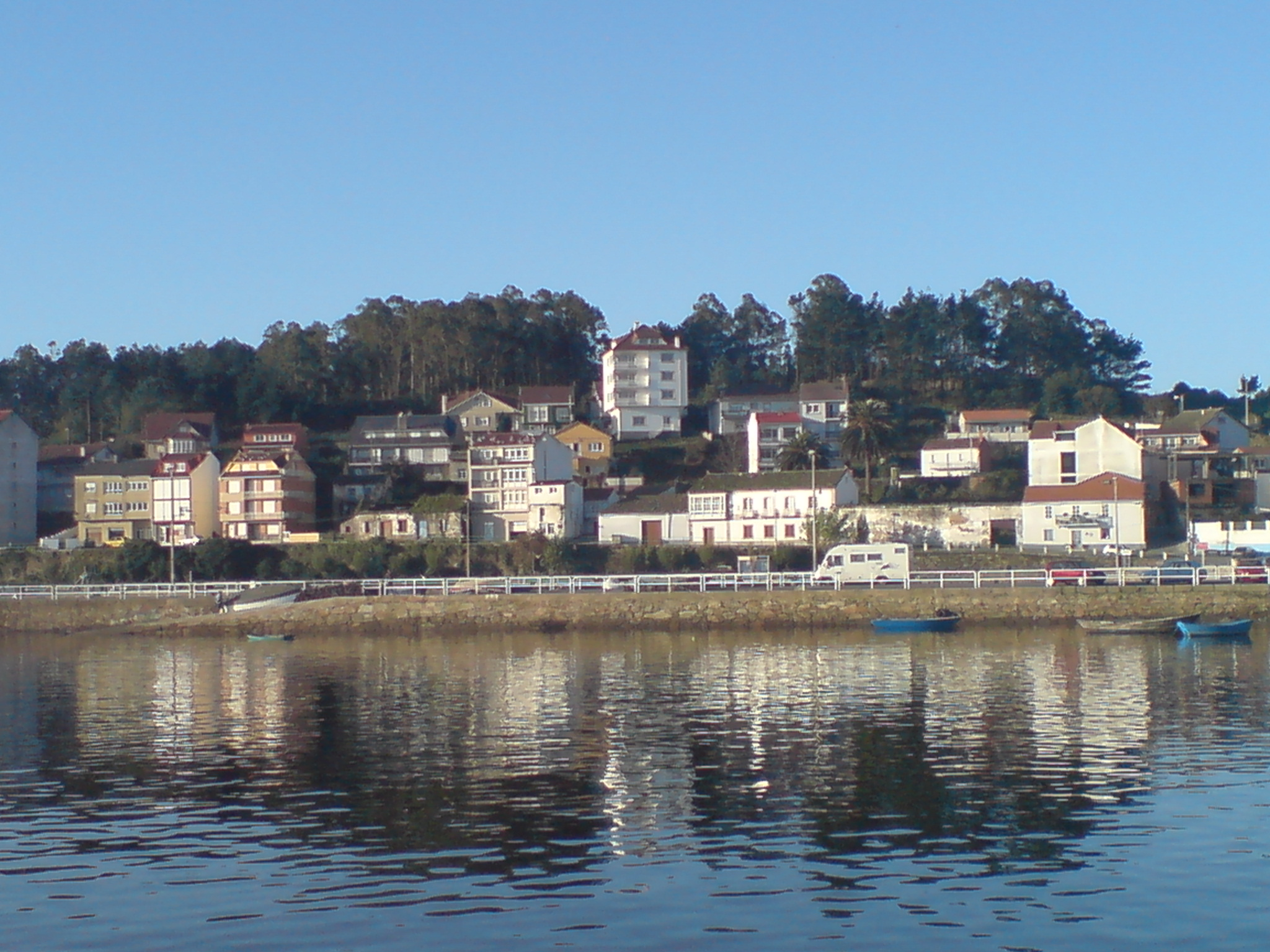

## 人口
| 卡马里尼亚斯历史人口变化图                                 |
|                                                            |
| 来源：西班牙国家统计局（1900-1991年，实际人口）（2000年-） |